# Новий Ядув
Новий Ядув (пол. Nowy Jadów) — село в Польщі, у гміні Ядув Воломінського повіту Мазовецького воєводства.
Населення — 370 осіб (2011).
У 1975-1998 роках село належало до Седлецького воєводства.

## Демографія
Демографічна структура станом на 31 березня 2011 року:
|          | Загалом | Допрацездатний вік | Працездатний вік | Постпрацездатний вік |
| -------- | ------- | ------------------ | ---------------- | -------------------- |
| Чоловіки | 196     | 47                 | 129              | 20                   |
| Жінки    | 174     | 32                 | 91               | 51                   |
| Разом    | 370     | 79                 | 220              | 71                   |